# Royal IHC

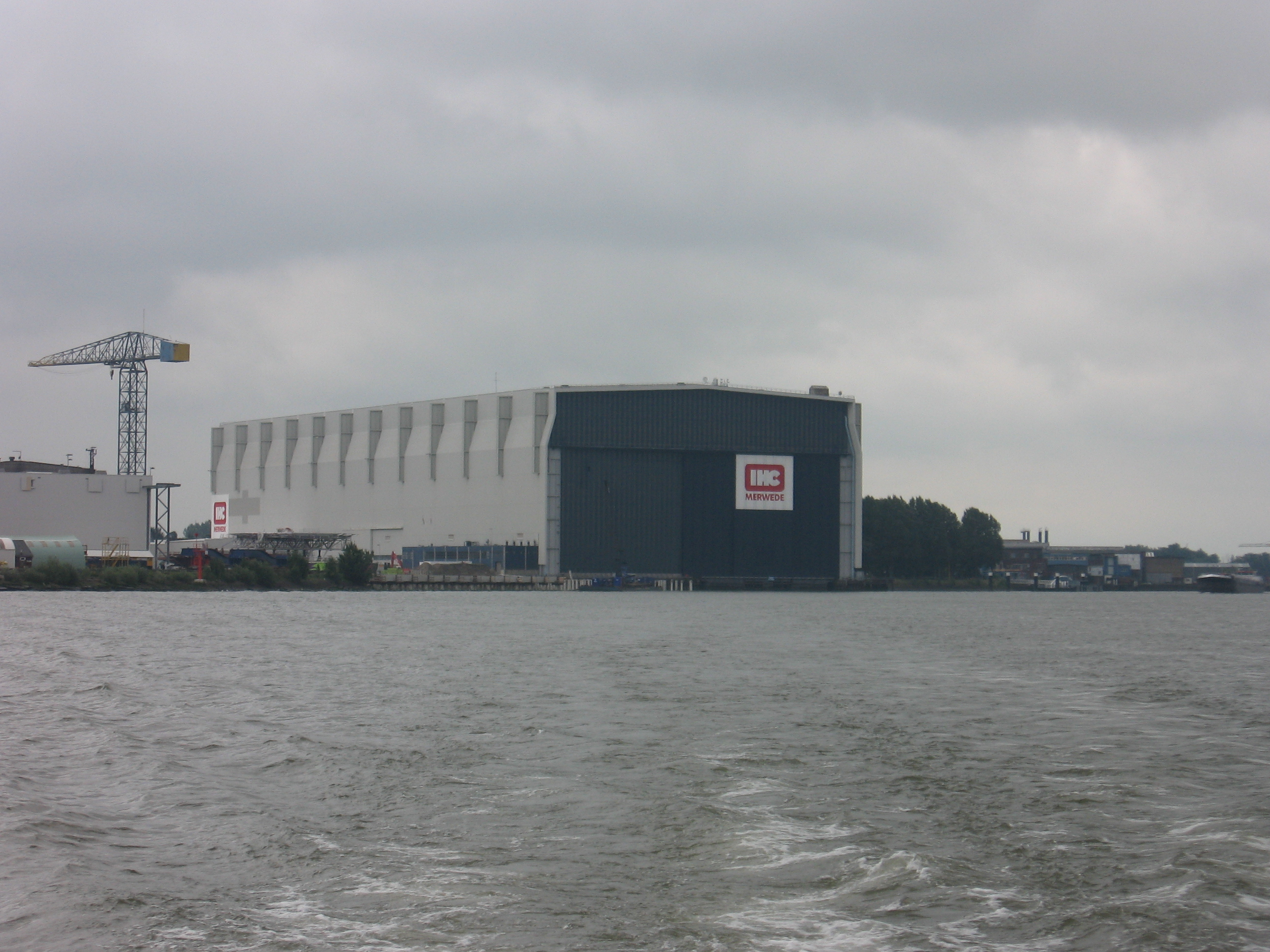
Die Werft in Krimpen aan den IJssel

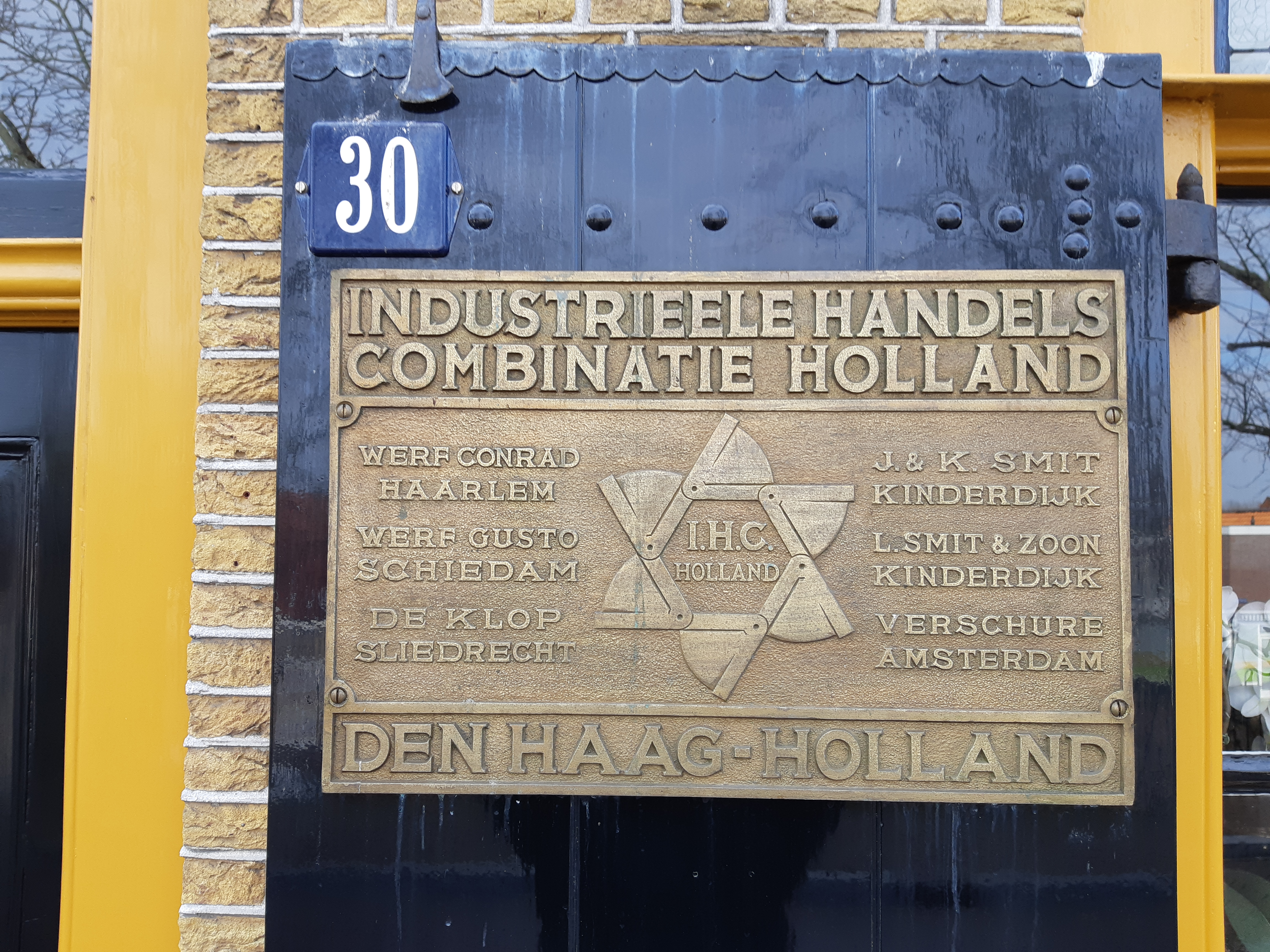
Historische Firmentafel IHC Holland

Royal IHC oder Koninklijke IHC, bis 2014 IHC Merwede, ist ein niederländisches Unternehmen mit Sitz in Kinderdijk. Schwerpunkte sind die Entwicklung und der Bau von Schiffsbaggern und Zubehör für die Offshore-Industrie.

## Geschichte
Teile des Unternehmens existierten bereits im 17. Jahrhundert. Namentlich das Schiffbauunternehmen Smit & Zoon am heutigen Stammsitz Kinderdijk. Die zunehmende Industrialisierung machte seitdem neue und tiefere Kanäle und Häfen notwendig und in der Folge wuchs der Bedarf an Baggerschiffen. So gründeten sich immer weitere Werften, die diese Spezialschiffe herstellten. 1943 schlossen sich die Werften Gusto (Schiedam), L. Smit & Zoon und J. & K. Smit (beide Kinderdijk), Conrad (Schiedam), Verschure (Amsterdam) und De Klop (Sliedrecht) partnerschaftlich zusammen. Zwanzig Jahre später wurde ein patentiertes Verfahren eines Cutterbaggers namens „Beaver“ vorgestellt. 1965 erfolgte der Zusammenschluss zu IHC Holland (IHC steht für Industriële HandelsCombinatie).
Aufgrund der globalen Rezession in den 1970er Jahren kam es zu einer Restrukturierung. So kümmerte sich fortan IHC Holland um das Schwimmbaggergeschäft, während IHC Caland das Offshore-Geschäft betrieb. 1989 gelangten beide Unternehmungen wieder zusammen und übernahmen auch den Schiffsausrüster De Merwede in Hardinxveld-Giessendam. Zu Anfang der 1990er richtete sich das Unternehmen auch auf den Anlagenbau aus. 2004 trennte sich IHC Caland wieder von den Schiffsbauern De Merwede und IHC Holland, welche sich daraufhin zur IHC Merwede vereinigten. Gründe für die Abspaltung der Schiffssparte waren die Unsicherheit der Auftragslage und niedrige Gewinnspannen. Rund die Hälfte der Mitarbeiter von IHC Caland waren im Schiffbau beschäftigt, der Beitrag zum Gesamtergebnis betrug jedoch nur rund 5 %. Auf Druck der Anteilseigner beschloss man die Trennung von den weniger profitablen Teilen, sowie die anschließende Umbenennung in SBM Offshore.
Im Jahr 2013 feierte IHC Merwede sein 325-jähriges Bestehen.

## Namensgebung
Am 19. Juni 2014 verlieh das niederländische Königshaus an das Unternehmen IHC Merwede den Titel „königlich“ („koninklijk“). Daraufhin änderte das Unternehmen seinen Namen in die heutige Form Royal IHC und nahm eine stilisierte Königskrone in das Firmenlogo auf.
Der Titel „koninklijk“ wird niederländischen Unternehmen oder Organisationen verliehen, welche bestimmte Bedingungen bei Alter (mindestens 100 Jahre) und seriösem Auftreten erfüllen. Ferner muss eine nationale Bedeutung mit herausragender Stellung gegeben sein, vorzugsweise mit internationaler Ausrichtung. Gemeint ist auch die Größe des Unternehmens und Anzahl der Beschäftigten.

## Beschäftigung
In der Jahresmitte 2013 erhielt das Unternehmen den größten Auftrag seiner Firmengeschichte. Die brasilianische Ölfirma Petrobras orderte sechs Rohrlegerschiffe, welche in bis zu 2.500 Metern Tiefe den Zugang zu neuen Ölfeldern erschließen sollten. Der Auftragswert betrug rund 1 Milliarde Euro und bot Arbeit für 4.000 Menschen. Insbesondere auf den Werften in Krimpen aan den IJssel und in Kinderdijk, sowie bei Zulieferern. Hierfür wurde zusätzliches Personal eingestellt. Die Auslieferung erfolgte in den Jahren 2015 und 2016.
Allerdings bereits auf der Höhe der Auslieferungen, im Juni 2015, wurde bekannt gegeben, dass bei IHC Hunderte von Arbeitsplätzen wieder wegfallen würden.
Das Unternehmen musste sich aufgrund rückläufiger Aufträge wegen des niedrigen Ölpreises neu organisieren. Von den mehr als 3.000 ehedem festangestellten Mitarbeitern verloren 850 ihre Arbeitsplätze. Von da an wollte IHC nur noch Schiffe in Krimpen aan den IJssel und Kinderdijk bauen. In Sliedrecht wurde die Helling stillgelegt, dafür sollten sich alle anderen IHC-Produktionsaktivitäten, wie die Schiffsausrüstung dort konzentrieren. Die Werft in Hardinxveld-Giessendam wurde im Jahr 2017 an Neptune Marine verkauft. Außerdem wurde ein Teil der Produktion ins Ausland verlagert.

## Heutige Aufstellung
Das Unternehmen ist in vier Bereichen tätig: Schiffbau (auch militärisch), Offshore, Bergbau- und Fundamenttechniken. Innerhalb des Schiffbaus ist man Marktführer bei Baggerschiffen. Zu den Kunden zählen Baggerfirmen, Schifffahrtsunternehmen, Öl- und Gaskonzerne, Offshore-Betriebe und Bauunternehmen.
2017 arbeiteten rund 3.000 Menschen bei IHC, verteilt auf die Standorte Alblasserdam, Apeldoorn, Delfgauw, Dordrecht, Goes, Kinderdijk, Krimpen aan den IJssel, Raamsdonksveer, Sliedrecht und Hardinxveld-Giessendam. Royal IHC verfügt über Niederlassungen in China, Dubai, Singapur und den USA.

## Besitzverteilung
Der größte Anteilseigner von IHC war 2017 die niederländische Investmentgesellschaft Indofin Group mit einem Mehrheitsanteil von 62,1 %. Darüber hinaus hielten Rabo Capital (siehe auch Rabobank) 10,01 %, das Management und die Belegschaft 27,89 % der Anteile.
Geschäftszahlen

Das Unternehmen erzielte 2016 einen Jahresumsatz von rund 1 Milliarde Euro.
| Jahr | Umsatz | Neuaufträge | Auftragsvolumen (am Jahresende) | Nettoresultat | Mitarbeiter (ca.) |
| ---- | ------ | ----------- | ------------------------------- | ------------- | ----------------- |
| 2008 | 1090   | 1330        | 1792                            | 78,5          | 2623              |
| 2009 | 1126   | 453         | 1130                            | 58,8          | 3060              |
| 2010 | 1008   | 1024        | 1167                            | 100,7         | 3016              |
| 2011 | 1050   | 1057        | 1179                            | 103,2         | 3109              |
| 2012 | 895    | 679         | 964                             | 36,9          | 3239              |
| 2013 | 985    | 1767        | 1743                            | 56,3          | 3224              |
| 2014 | 1215   | 583         | 1166                            | 124,0         | 3263              |
| 2015 | 1161   | 827         | 835                             | 27,9          | 3434              |
| 2016 | 764    | 695         | 745                             | -21,6         | 3255              |
| 2017 | 800    | 1673        | 1573                            | -21,8         | 3010              |